# Walther Müller
Walther Müller (Hannover, 6 settembre 1905 – Walnut Creek, 4 dicembre 1979) è stato un fisico tedesco, più noto per il suo miglioramento del contatore Geiger, utilizzato per le radiazioni ionizzanti.

## Biografia
Walther Müller studiò fisica, chimica e filosofia presso l'Università di Kiel. Nel 1925 divenne il primo dottorando di Hans Geiger, che aveva appena ottenuto una cattedra a Kiel. Il loro lavoro sulla ionizzazione dei gas da collisione ha portato all'invenzione del contatore Geiger-Müller, uno strumento ora indispensabile per misurare le radiazioni radioattive.
Dopo una lunga permanenza presso l'Università di Tubinga, lavorò per la sua restante vita come fisico in Germania, poi come consulente per il Postmaster-General's Department Research Laboratories di Melbourne, e poi come fisico industriale negli Stati Uniti, dovo fondò anche una società per la produzione di tubi Geiger-Müller.